# Họ Chồn
Họ Chồn (Mustelidae) (/mʌˈstɛlɪdi/; từ tiếng Latinh mustela, nghĩa là chồn) là một họ động vật có vú ăn thịt bao gồm triết, lửng, rái cá, chồn sương, chồn thông, chồn sói và những loài khác. Bên nước Hoa Kỳ có loại Chồn được gọi là (Raccon)https://upload.wikimedia.org/wikipedia/commons/3/3e/Raccoon_in_Central_Park_%2835264%29.jpg nhưng bên Việt Nam có nơi lại gọi là Chồn Hương, có nơi gọi là Gấu Trúc theo ( Raccon trong Google translate to vietnamese gọi là Gấu Trúc) Loại Raccon (Chồn ) này chúng hay đi tìm môi vào ban đêm cùng với hai, ba hoặc bốn con vì vậy chúng có thể tấn công các chú mèo hay các chú chó giữ nhà để chúng có thể xâm nhập vào những nơi nuôi gà để có thể có những buỗi ăn thổi mái. 
Đây là một nhóm đa dạng tạo nên họ lớn nhất trong Bộ Ăn thịt, Phân bộ Dạng chó. Họ này gồm khoảng 56 đến 60 loài trong 8 phân họ.

## Đa dạng
Về kích thước, các loài trong họ Chồn dao động từ triết nâu (Mustela nivalis), chỉ lớn hơn chuột nhắt một chút, chúng có thể sống tại các vĩ độ cao cận kề Bắc cực; tới chồn sói cân nặng tới 23 kg (50 pao) có thể tấn công cả tuần lộc, bẻ gãy xương dày như xương đùi của nai sừng tấm để hút tủy xương, cũng như dám tấn công cả gấu để tranh mồi; hay lửng mật, là loài có quan hệ cộng sinh duy nhất với loài chim gọi là chim hưởng mật; hay loài chồn tayra ở vùng nhiệt đới chủ yếu là ăn hoa quả, hoặc các loài rái cá với cuộc sống bơi lội. Các loài khác còn có chồn vizon, lửng, chồn putoa, chồn, chồn hôi châu Phi, chồn mactet.
Họ Mustelidae là một trong họ nhiều loài nhất của bộ Carnivora, cũng như là một trong các họ xuất hiện sớm nhất của bộ này. Các dạng động vật tương tự như chồn đã tồn tại từ khoảng 40 triệu năm trước và xảy ra gần như đồng thời với sự xuất hiện của động vật gặm nhấm.

## Đặc trưng
Một vài thành viên trong họ này là động vật thủy sinh ở các mức độ khác nhau, từ chồn vizon bán thủy sinh, rái cá sông, tới rái cá biển có mức độ thủy sinh cao hơn. Rái cá biển cũng là động vật có vú duy nhất không phải là linh trưởng mà lại biết sử dụng công cụ trong khi tìm kiếm thức ăn. Chúng biết sử dụng các hòn đá làm "đe" để phá vỡ vỏ, mai của tôm, cua, một phần đáng kể trong khẩu phần ăn của chúng. Đây là "loài đỉnh vòm," giữ cho quần thể con mồi của chúng ở trạng thái cân bằng sao cho chúng không cạnh tranh lẫn nhau và chúng cũng không phá hủy tảo bẹ là nơi chúng sinh sống.
Trong khi các loài rái cá thích nghi với cuộc sống bơi lội thì một vài nhóm lửng lại thích nghi với cuộc sống đào bới. Nhiều loài rái cá và lửng đã tiến hóa tới cuộc sống xã hội bầy đàn.
Một loài chồn mactet Bắc Mỹ (Martes pennanti) có cách thức tấn công duy nhất để giết các con nhím lông cứng: nó tấn công vào mặt con nhím cho đến khi con vật này bị yếu đi thì nó lật ngửa con mồi lên để có thể tấn công vào bụng con nhím, nơi dễ bị thương tổn nhất. Trong một số khu vực, nhím lông mềm chiếm tới 1/4 khẩu phần ăn của loài chồn mactet này.
Triết nâu, đã thích nghi với việc ăn thịt các loài động vật gặm nhấm nhỏ như chuột nhắt và chuột đồng, có khả năng sinh sản tới 3 lần mỗi năm (đây là điều bất thường đối với các động vật thuộc bộ Ăn thịt, thông thường chúng chỉ sinh sản một lần mỗi năm) để chiếm lấy các ưu thế do sự dao động về quần thể động vật gặm nhấm. Do kích thước cơ thể nhỏ mà lại có quá trình trao đổi chất nhanh nên chúng phải ăn nhiều sau vài giờ để có thể sinh tồn, vì thế nó phải trải qua nhiều chu kỳ ngủ và thức mỗi ngày.
Nhiều loài trong họ này có các tuyến mùi được sử dụng để phòng vệ chống lại kẻ thù. Phát triển nhất trong số này thuộc về chồn hôi, hiện nay đã được chuyển sang một họ mới là họ Chồn hôi (Dragoo và Honeycutt, 1997, Journal of Mammalology, 78(2): 426-443), mà đôi khi cũng được đưa vào trong họ này, dựa trên các phân tích DNA.
Một vài loài chồn/rái cá có các bộ lông đẹp, được đánh giá cao trong nhiều thế kỷ—chồn vizon, chồn zibelin và chồn ecmin, tất cả đều thuộc về họ này. Điều này đã dẫn tới việc săn bắn thái quá các động vật này, đặc biệt là trong quá khứ. Một loài, chồn vizon biển (Mustela macrodon) ở New England và Canada, đã bị những người thợ săn/buôn bán lông chồn làm cho tuyệt chủng vào khoảng cuối thế kỷ 19. Hiện nay, một số loài khác trong họ cũng đang trong tình trạng lo ngại vì nhiều lý do khác nhau. Rái cá biển, gần như cũng đang phải chịu số phận như chồn vizon biển, hiện nay đang bị đe dọa tuyệt chủng do các vụ rò rỉ dầu và hiệu ứng phụ của việc đánh bắt cá thái quá. Chồn sương chân đen, một họ hàng của chồn putoa châu Âu, đang bị chịu ảnh hưởng từ sự mất dần các đồng cỏ tại châu Mỹ; còn chồn sói cũng đang chịu sự suy giảm chậm nhưng kéo dài do sự phá hủy môi trường sống.
Lưu ý rằng các loài cầy mangut và cầy bốn ngón mặc dù có bề ngoài khá tương tự như các thành viên trong họ Mustelidae, nhưng lại thuộc về một họ khác - Herpestidae.

## Phân loại
Họ Chồn có tổng 68 loài (66 loài còn tồn tại) được xếp vào 8 phân họ, chia thành 22 chi:
| Phân họ Taxidiinae - Chi Taxidea (Lửng châu Mỹ) - Chi "Raccon (Hoa Kỳ)" (Hoa Kỳ) Phân họ Mellivorinae - Chi Mellivora Phân họ Melinae - Chi Arctonyx - Chi Meles Phân họ Helictidinae - Chi Melogale Phân họ Guloninae - Chi Eira (tayra) - Chi Gulo (chồn sói) - Chi Martes - Chi Pekania (chồn Pekan) | Phân họ Ictonychinae - Chi Galictis - Chi Ictonyx - Chi Lyncodon (triết Patagonia) - Chi Poecilogale (triết sọc châu Phi) - Chi Vormela (chồn hôi cẩm thạch) Phân họ Lutrinae (rái cá) - Chi Aonyx - Chi Enhydra (Rái cá biển) - Chi Lontra - Chi Lutra - Chi Hydrictis (Rái cá cổ đốm) - Chi Lutrogale - Chi Pteronura (Rái cá lớn) Phân họ Mustelinae (chồn, chồn sương và chồn nâu) - Chi Mustela - Chi Neogale |